# Psicotango
Psicotango es una teoría holística, con un método práctico que según sus desarrolladores permite al participante  “darse cuenta” de sus acciones, gestos, actitudes, valores y normas que se ponen en juego en el Tango y así poder hacer cambios saludables. Dicha teoría sostiene al Tango como una danza con importantes efectos psicoterapéuticos. Nace en la Argentina, Buenos Aires en el año 2004,  con sus fundadores,   los maestros de Tango:  Gloria y Rodolfo Dinzel y los Licenciados en Psicología, Mónica Peri e Ignacio Lavalle Cobo.
Descripción
Según la teoría de Psicotango la psiquis y el cuerpo son la misma entidad; lo verdaderamente psíquico es lo somático.
El baile del tango provoca reacciones emotivas, libidinales que movilizan la vida cotidiana del participante.
La meta esencial de Psicotango es mejorar los vínculos con uno mismo, la pareja y el grupo danzante.
Años de investigación dejaron aclaradas las bases científicas por las cuales se puede asegurar que el Tango es terapéutico (). Su danza es utilizada en forma individual o en grupos, para mantener y fortalecer la salud. Se lo considera como un proceso para lograr el conocimiento de uno mismo, del otro como pareja y de los otros como grupo danzante.
Desde lo propiamente dancístico se estimula el funcionamiento de: la coordinación motriz, la organización temporo-espacial, los mecanismos atencionales, detectar el estímulo – decodificar y procesar la información y la organización de la respuesta, la memoria de trabajo, el procesamiento de la información, la planificación y anticipación. 
Índice
1. Antecedentes de Psicotango
2. Fundamentos de Psicotango
3. Efectos observados en la práctica del psicotango
4. Enlaces externos

1. Antecedentes de Psicotango
Desde el 2004 se insertó al tango en el contexto hospitalario, posibilitando devolverle a la comunidad la identidad cultural a través del Tango.  
El taller realizado en el Servicio de Adolescencia del Hospital para Emergencias Psiquiátricas T. de Alvear estuvo a cargo del Dr. Eduardo Garín y el Dr. Norberto Buchsbaum; fue coordinado por la profesora Lysandra Ozino Caligaris y el Lic. Ignacio Lavalle Cobo, con la cooperación del acompañante terapéutico Natalia Schmeil. 
Tuvo una frecuencia semanal. Lo integraban tanto pacientes del servicio como profesionales. 
Los objetivos del encuentro se centraron en despertar el interés y la motivación sobre una actividad corporal y expresiva ligada a lo sociocultural. 
Se pudo observar que, el movimiento en el baile del tango, estimula el armado del cuerpo, ya que la tarea requiere que el sujeto localice y utilice aquellas partes que puedan estar aquejadas por su sintomatología. Logrando que parte de los síntomas cesen sus efectos sobre el paciente y hace que alivien su padecimiento: “cuando bailo el tango no escucho voces” comentaba R. un paciente aquejado la mayor parte del día por alucinaciones auditivas que le pedían que se matara. 
Trabajando con el cuerpo, la memoria y la grupalidad los objetivos son posibles de obtener mediante la continuidad a mediano y largo plazo en el tratamiento combinado (sobre todo son fomentadas desde el “hacer”) de las patologías psiquiátricas. 
El tango en sí mismo reúne todas las posibilidades en su potencial y logra amplificar el efecto terapéutico.  
Por otro lado, se realizó otra experiencia, también desde el año 2004, en el Hospital Tornú, Servicio de Cuidados Paliativos, con frecuencia semanal, a cargo de Mariela Bertolino; coordinado por Ignacio Lavalle Cobo y de la musicoterapeuta Luz Castiñeiras, con la colaboración de Marisa Carratini y Guillermo Lugrin. 
Los objetivos y logros en este encuadre fueron idénticos a los propuestos en el Hospital Alvear pero con un sesgo hacia el procesamiento del duelo, dado el contexto, que centra su actividad en cuidado del paciente en su tramo final. Fueron integrados también todos los pacientes y profesionales, incluyendo familiares y acompañantes.
Se pudo comprobar una vez más que el tango es memoria y afecto puesto de relieve sobre la expresión de las almas, aunándolas en una sola voz común de amor y dolor.
Se realizaron técnicas de asociación de un tango o una orquesta con un paciente determinado y cuando fallecía se danzaba al compás de la misma, alcanzando una catarsis emocional, recordándolo. 
Los resultados fueron: la inserción de familiares de pacientes fallecidos a una nueva red de contención, dentro del grupo en donde se realiza la actividad o por fuera, a través de las milongas. 
Se pudo comprobar una disminución del burn-out en los profesionales, siempre muy exigidos en las tareas. 
2. Fundamentos de Psicotango
Las fuentes desde el psicoanálisis, son  (Freud/ Jung) y la Teoría Psicosomática,  así como elementos recibidos de los postulados Guestálticos.
La teoría tiene influencias del método de grupos operativos de Pichón Riviére y del psicodrama. Asimismo del taichí chuan () y de la teoría de la psicomotricidad, como distintas terapias corporales, artes orientales,  métodos y técnicas donde el cuerpo se pone en movimiento, con el concepto de que lo corporal, es un instrumento expresivo de la vida interior del hombre.
Psicotango deja hacer al Tango, él se acomoda a cada uno, acepta las maneras de ser produciendo poco a poco un cambio. Reordena al despistado, equilibra al desequilibrado, desestructura al obsesivo. El gran cambio es la enseñanza que trae esa adaptabilidad, aprender a aceptarlo y vivirlo libremente.
Crea un espacio donde los integrantes puedan hacer el mejor uso posible de sus capacidades para identificar sus trabas y sus problemas.
Psicotango propone estimular al grupo para que se cumplan los objetivos de tal en tanto grupo operativo ().
El Psicotango en la actualidad:
Actualmente Psicotango es conocido en casi todo el mundo.
La universidad del Tango de la Ciudad de Buenos Aires tiene talleres semanales donde se desarrolla el método.
Se desarrolla un taller mensual en la UBA, Facultad de psicología.
Se han realizado Seminarios en otros países: México, Suiza, Italia, EE. UU. 
3. Efectos observados en la práctica del Psicotango
-Provoca la comunicación verbal y grupal. 
-Desarrolla habilidades de relación social y el vínculo con sus pares.
-Ayuda a restablecer lazos con los demás y brinda herramientas para poder insertarse en actividades socioculturales y comunitarias. 
-Fomenta la autoestima mediante la creatividad. 
-El Abrazo actúa como una vía regia de contención entre los compañeros. 
-Promueve la comunicación, el diálogo corporal, aumenta la sensibilidad, logra la permeabilización de un nuevo estado de consciencia del aquí y del ahora, facilita las relaciones vinculares. 
-Mejora el manejo de la corporeidad, el equilibrio, la expresión. Ayuda a encontrar el camino de satisfacción física y emocional.
4. Enlaces externos
https://web.archive.org/web/20131103112647/http://www.corregidor.com/?page_id=335&codigo=1776 Artículo sobre Psicotango
http://www.lanacion.com.ar/1296804-el-tango-es-la-soja-de-buenos-aires Referencia a Psicotango en Diario La Nación de Argentina
http://www.larevista.ec/orientacion/psicologia/el-psicoanalisis-echo-raices-profundas-en-la-cultura Referencia a Psicotango en New York Times
http://www.youtube.com/watch?v=7-lGF_dwBA8 Entrevista en programa radial de Tango sobre Psicotango.
https://web.archive.org/web/20131106084306/http://www.psicotango.com.ar/psicotango.htm Sitio dedicado al Psicotango.
http://www.centrojung.com.ar/psicotango.htm Artículo sobre Psicotango.
http://www.youtube.com/watch?v=GHHPMKpDNtA Documental sobre Psicotango realizado por la CETBA (Universidad del Tango)
http://www.lanacion.com.ar/1614617-los-extranjeros-reyes-del-festival Turistas que buscan Psicotango en Buenos Aires (Diario La Nación, de Argentina)
https://web.archive.org/web/20150924020008/http://www.fundacion-jung.com.ar/forum/tesinaignacio.htm Tesis de Psicología sobre Psicotango
5. Referencias
Revista Kiné, la revista de lo corporal. Año 24, número 118. Sección definiciones "A qué se refieren Mónica Peri e Ignacio Lavalle Cobo cuando hablan de Psicotango?"
- Datos: Q16622905